# Instrucción diferenciada
La instrucción diferenciada  o individualización de la enseñanza es un marco o filosofía de la enseñanza que implica proporcionar a diferentes estudiantes diferentes vías para el aprendizaje (a menudo en la misma aula) con el objetivo de facilitar su adquisición de contenidos, procesamiento o construcción del aprendizaje. El profesor desarrolla materiales educativos y medidas de evaluación para que todos los estudiantes dentro del aula puedan aprender de forma efectiva, independientemente de las diferencias individuales. Los estudiantes varían en cultura, estado socioeconómico, lengua, género, motivación, incapacidad/de capacidad, intereses personales y más, y los profesores tienen que ser conscientes de estas variedades cuando planean el currículum. Al considerar necesidades de aprendizaje diverso, los profesores pueden desarrollar la instrucción personalizada de modo que todos los niños en el aula pueden aprender eficazmente. Las Aulas de aprendizaje diferenciado también han sido descritas como las que responden a la variedad de alumnos en cuanto a conocimientos previos, intereses y perfiles de aprendizaje. Es una clase que incluye a todos los estudiantes. Para ello, un maestro establece diferentes expectativas para la realización de tareas para los estudiantes sobre la base de sus necesidades individuales.
La instrucción individualizada o diferenciada, de acuerdo con Carol Ann Tomlinson (citado por Ellis, Gable, Greg, y Rock, 2008, p. 32), es el proceso de "estar seguro de que lo que aprende un estudiante, cómo él o ella lo aprende, y de cómo el estudiante demuestra lo que ha aprendido, esto se relaciona con los conocimientos previos del alumno, sus intereses y modo preferido de aprendizaje ". Los maestros pueden diferenciarse a través de cuatro formas de enseñar: 1) a través del contenido, 2) de proceso, 3) el producto, y 4) del aprendizaje basado en el alumno individual. La diferenciación se deriva de las creencias acerca de las diferencias entre los alumnos, cómo éstos aprenden, las preferencias de aprendizaje e intereses individuales (Anderson, 2007). Por lo tanto, la individualización es una manera organizada y flexible de ajustar de forma proactiva los métodos de enseñanza y aprendizaje para adaptarse a las necesidades y preferencias de aprendizaje de cada niño y lograr el máximo crecimiento como aprendiz Para entender cómo los estudiantes aprenden y lo que saben,  son necesarias la preevaluación y la evaluación continua. Esto proporciona retroalimentación tanto para el profesor y el estudiante, con el objetivo último de mejorar el aprendizaje del estudiante La instrucción en el pasado era a menudo concebida como una "talla única para todos". Por el contrario, la individualización está centrada en el estudiante; con un enfoque sobre los instrumentos adecuados de aprendizaje y evaluación que sean justos y flexibles, involucrando a los estudiantes en el programa de estudios de manera significativa.

## Aprendizaje Brain-Based
La individualización se fundamenta en la literatura y la investigación sobre el cerebro. La evidencia sugiere que, el aprendizaje a través de múltiples vías, favorece que más "vías de acceso dendríticas" se creen Esto se puede lograr mediante el uso de varios sentidos (es decir, vista, oído, olfato) o mediante la creación de conexiones transversales. Cuantas más regiones del almacén del cerebro haya con datos sobre un tema, habrá más interconexiones y referencias cruzadas de datos de múltiples áreas de almacenamiento en respuesta a una sola señal, lo que significa que se ha aprendido en lugar de memorizar
Como sostiene Wolfe (2001), la información se adquiere a través de los cinco sentidos: vista, olfato, gusto, tacto y sonido. Esta información se almacena temporalmente, y el cerebro decide qué hacer con los datos adquiridos. Cuantos más de estos estímulos se activen, mayor será el impacto que los datos tienen en el cerebro Esta información es pertinente para la diferenciación, que puede activar múltiples sentidos y por lo tanto tienen un mayor impacto en el cerebro.
Por otra parte, la teoría de las inteligencias múltiples de Howard Gardner identificó en la Teoría de las Inteligencias Múltiples ocho tipos de inteligencias diferentes:. Lingüística, lógico-matemática, musical, corporal-kinestésica, espacial, interpersonal, intrapersonal y naturalista Esto es importante a tener en cuenta ya que vemos que los estudiantes poseen diferentes tipos de mente, y por lo tanto aprenden, recuerdan, y entienden de diferentes maneras. Sostiene que ayudaría a los estudiantes que los profesores pudieran enseñar de formas diversas y el aprendizaje fuera evaluado a través de una variedad de medios Esto podría llegar a más estudiantes y a mejorar la retención del contenido.  Extendiendo así estas ideas de instrucción efectiva a un mayor número de estudiantes y a fomentar el desarrollo del estilo de aprendizaje más personal.

## Preevaluación
Una parte importante de la enseñanza diferenciada y la evaluación es determinar lo que los estudiantes ya saben para no repetir materiales que han dominado, o utilizar métodos ineficaces para ellos. El objetivo de la preevaluación es determinar el conocimiento, la comprensión y la habilidad de un estudiante antes de la unidad de estudio. Estas son evaluaciones para el aprendizaje, e incluyen diagnósticos o evaluaciones previas que utiliza el profesor para ayudar a guiar la instrucción y en beneficio de cada alumno. Son informales y proporcionan retroalimentación cualitativa para profesores y estudiantes para hacer frente a las fortalezas y necesidades durante la unidad. Las evaluaciones previas deben llevarse a cabo varias semanas antes de la unidad de estudio Chapman y Rey (2005) señalan que cuando "los maestros administran estratégicamente las evaluaciones previas antes de planificar sus lecciones, pueden abordar las fortalezas de los estudiantes y qué necesitarán durante la instrucción”. La preevaluación puede llevarse a cabo de dos maneras: 1) mediante la identificación de las preferencias de intereses de aprendizaje (es decir, la prueba de Gardner Inteligencia múltiple, o visuales, auditivos o kinestésicos) del alumno, y 2) mediante la identificación de los conocimientos previos de los estudiantes (es decir, listas de verificación, cuestionarios, análisis de clase, portafolios, tarjetas de entrada / salida, guías de anticipación, revistas, autorreflexiones). Estos dos tipos de preevaluación se utilizan para diseñar las tareas de los estudiantes, sobre todo cuando los estudiantes pueden requerir apoyo, ampliación de contenidos, o tienen diferentes estilos de aprendizaje, inteligencias, o intereses  Los profesores pueden así determinar, localizar y compilar los recursos apropiados y decidir líneas de tiempo / prioridades para las próximas unidades.
Los objetivos de la enseñanza individualizada son desarrollar tareas que desafíen y mejoren el aprendizaje de cada estudiante. Las actividades instruccionales son flexibles, y basadas en el contenido, proceso, producto, y ambiente de aprendizaje. Este método de enseñanza y la elección de los contenidos son avalados por los datos de los resultados de la evaluación de los estudiantes. Las evaluaciones previas pueden recopilar información acerca de las fortalezas y debilidades de cada estudiante. Esto conduce a una diferenciación adecuada que se adapte a las necesidades y preferencias de aprendizaje de cada estudiante. Las evaluaciones deben ser utilizadas como una herramienta para crear una instrucción significativa que guíe a cada estudiante hacia actividades desafiantes pero no frustrantes.

## Evaluación formativa
La valoración es el proceso de información creciente de una variedad de fuentes como asignaciones, observaciones de profesor, discusiones de clase, y pruebas y concursos. La evaluación para el aprendizaje no sólo incluye las medidas de diagnóstico o de evaluación previa, sino también la evaluación formativa y sumativa. Las evaluaciones formativas se utilizan durante una unidad para comprobar lo que el estudiante está aprendiendo, guiar las decisiones de instrucción
Las evaluaciones formativas se utilizan durante una unidad para comprobar lo que el estudiante está aprendiendo, guiar las decisiones de instrucción La evaluación como aprendizaje tiene lugar cuando los estudiantes autoevalúan su trabajo y reflexionan sobre su aprendizaje Earl (2003) dice que este es el proceso en la metacognición, y "ocurre cuando los estudiantes supervisan personalmente lo que están aprendiendo y utilizan la retroalimentación. . . Para hacer modificaciones, adaptaciones, y. . . cambios en lo que adquieren” La individualización se evalúa cuando se aplica y demuestra el conocimiento o practicando habilidades y actitudes para supervisar el logro de los objetivos. Esto podría incluir la evaluación de pares / uno mismo, y conferencias o debates de pares / maestros. La evaluación del aprendizaje es la tarea que culmina en la evaluación sumativa, que se lleva a cabo después de haberse producido el aprendizaje y los estudiantes pueden mostrar qué conceptos y / o habilidades que han aprendido La individualización se puede utilizar aquí a través de una variedad de estrategias tales como pruebas, proyectos, demostraciones, actuaciones de escritura, y más.
Todas estas evaluaciones continuas ayudan al maestro a conocer a sus estudiantes y sus necesidades para que puedan seleccionar las estrategias e intervenciones que maximicen el rendimiento y sean eficaces en el proceso de enseñanza y aprendizaje. Los programas consistentes en la revisión y diagnóstico de toda la clase y las respuestas individuales de los estudiantes no sólo proporcionan retroalimentación continua para mejorar la enseñanza y el aprendizaje para los profesores, sino que a los estudiantes y a los padres también. Los maestros utilizan las evaluaciones para reunir información sobre los conocimientos y las capacidades del estudiante, para dirigir la planificación futura, para monitorear el progreso del estudiante, y para evaluar el logro del estudiante. Los estudiantes y los padres también pueden usar estas evaluaciones para reflexionar y entender sus propias preferencias de aprendizaje y nivel de logro. 
El alumnado tiene que ser evaluado sobre la base de un estándar más que al nivel de trabajo asignado.  Un estudiante que lucha en un tema particular hace que sus habilidades mejoren y le ayuden a aprender. Pueden hacer bien el trabajo que se les ha asignado, pero no significa que tengan que ser evaluados en el mismo grado por su trabajo.

## Contenido
El contenido de las clases puede ser diferenciado según lo que los estudiantes ya conocen. El contenido más básico debe cubrir los estándares de aprendizaje establecido. Algunos estudiantes de una clase pueden estar completamente familiarizados con los conceptos de una lección, algunos estudiantes pueden tener dominio parcial de los contenidos - o mostrar ideas erróneas sobre el contenido, y otros estudiantes pueden demostrar dominio de los contenidos antes de que comience la lección. El maestro puede diferenciar el contenido mediante el diseño de actividades para grupos de estudiantes que cubren diferentes áreas de la taxonomía de Bloom. Por ejemplo, los estudiantes que no están familiarizados con los conceptos pueden ser necesarios para completar las tareas en los niveles más bajos de la taxonomía de Bloom: el conocimiento, la comprensión y aplicación. A los estudiantes con dominio parcial se les puede pedir completar las tareas en las áreas de aplicación, análisis y evaluación, y a los estudiantes que tienen altos niveles de dominio se les puede pedir completar las tareas de evaluación y síntesis. 
Cuando los maestros diferencian el contenido, pueden adaptarlo a los estudiantes para facilitarles el acceso a los conocimientos,  y destrezas (Anderson, 2007). En estos casos, los educadores no están variando los objetivos del estudiante o bajar los estándares de rendimiento de los estudiantes. Utilizan diferentes textos, novelas, cuentos o en un nivel de lectura apropiado para cada estudiante individual. Los maestros pueden usar grupos flexibles y tienen a los estudiantes asignados a grupos a los que les gustaría escuchar audiolibros o acceder a fuentes de Internet específicos. Los estudiantes podrían tener diversas opciones como, en parejas, grupos o individualmente, pero todos los estudiantes están trabajando hacia los mismos principios y objetivos. 

### Entendiendo por el Diseño
Understanding by Design (UBD) es una estrategia educativa que se puede utilizar para facilitar contenidos en un aula de aprendizaje diferenciado. De acuerdo con Carol Ann Tomlinson y Jay McTighe, UBD e Differentiated Instruction (ID) forman una asociación esencial. La combinación de estas dos teorías de la educación puede permitir a los educadores de forma simultánea una  "nave potente para el currículo en una era dominada por estándares y asegurar así el éxito académico para el espectro completo de los alumnos.

## Proceso
El proceso de cómo se aprende una lección puede ser diferenciado a través del aprendizaje para los estudiantes sobre la base de sus estilos de aprendizaje, teniendo en cuenta lo que se requiere en los estándares de rendimiento para el nivel. Esta etapa de diferenciación permite a los estudiantes basarse en el método que les resulte más fácil para adquirir conocimientos, así: algunos estudiantes prefieren leer sobre un tema (o pueden requerir la práctica de la lectura), y otros pueden preferir escuchar (o requerir la práctica de escuchar), o adquirir los conocimientos mediante la manipulación de objetos relacionados con el contenido. La información puede ser presentada en múltiples formas por el maestro, y puede basarse en cualquiera de los métodos o materiales disponibles. Muchos profesores utilizan áreas de inteligencias múltiples para proporcionar oportunidades de aprendizaje.
El "Cómo" planea un maestro la entrega de la instrucción se basa en los resultados de evaluación que muestran las necesidades, estilos, intereses y nivel de conocimientos previos de aprendizaje. Los agrupamientos deben ser flexibles, ya que los grupos cambian con respecto a la necesidad que debe ser abordada. Independientemente de si la diferenciación de la enseñanza se basa en la preparación previa del estudiante, intereses o necesidades, el flujo dinámico de la agrupación y reagrupación es uno de los fundamentos de la enseñanza individualizada. Es importante para un aula de aprendizaje individualizado permitir que algunos estudiantes trabajen solos, si este es su mejor modalidad para una tarea en particular. (Nunley, 2004) 
Diferenciando por proceso se refiere a la forma en que un estudiante llega a comprender y asimilar hechos, conceptos y habilidades (Anderson, 2007). Después de enseñar una lección, un profesor puede distribuir a los estudiantes en pequeños grupos "habilidad" sobre la base de su disposición. El maestro entonces entrega a cada grupo una serie de preguntas, basándose en el nivel adecuado de contenido para cada grupo de habilidades, en relación con los objetivos de la lección. Otra forma de agrupar a los estudiantes podrían basarse en los estilos de aprendizaje de los estudiantes. La idea principal detrás de esto es que los estudiantes se encuentran en diferentes niveles y aprenden de diferentes maneras, por lo que un maestro no les pueden enseñar a todos de la misma manera.
Otro modelo de individualización es el Layered Curriculum, o currículo en capas, ofrece una selección de los estudiantes que requiere que demuestren un aprendizaje . Esto elimina la necesidad de preevaluación y es útil para los profesores de clase con cargas grandes, como en la secundaria. (Nunley, 2004).

## Producto
El producto es esencialmente lo que el estudiante produce al final de la lección para demostrar el dominio de los contenidos: análisis, evaluaciones, proyectos, informes u otras actividades. Sobre la base de los niveles de habilidad de los estudiantes y los estándares educativos, los maestros pueden asignar a los estudiantes para completar las actividades que demuestran el dominio de un concepto educativo (redacción de un informe), o en un método que el estudiante prefiera (componer una canción original sobre el contenido o la construcción de un objeto tridimensional que explica el dominio de los conceptos de la lección o unidad). El producto es un componente integral del modelo individualizado, como la preparación de las evaluaciones determina tanto el "qué" y "cómo" de la entrega de instrucciones. 
Cuando un educador diferencia según el producto o el rendimiento, ofrece a los estudiantes diversas formas de demostrar lo que han aprendido de la lección o unidad (Anderson, 2007; Nunley, 2006). Se lleva a cabo mediante el uso de hojas de menú de la unidad , tablas de elección o listas abiertas de opciones de productos finales. Tiene el propósito de permitir a los estudiantes mostrar lo que han aprendido sobre la base de sus preferencias de aprendizaje, intereses y puntos fuertes.
```
Ejemplos de estructuras diferenciadas son: Layered Curriculum por niveles de 
instrucción
, menús de extensión tic-tac-toe, modelos Curry / Samara, actividades de 
escritura
 balsa, y diseños similares. (Ver enlaces externos abajo)
```

En la instrucción individualizada, los maestros responden a la preparación de los estudiantes, a las necesidades de instrucción, a los intereses y preferencias de aprendizaje y proporcionan oportunidades para que los estudiantes trabajen en formatos de instrucción variados. Una clase que utiliza la instrucción diferenciada es una clase profesor-facilitador donde todos los estudiantes tienen la oportunidad de cumplir con los objetivos del plan de estudios. Las clases pueden ser en adelante, una instrucción basada pruebas, en aprendizaje basado en problemas y en un proyecto basado en la investigación. 

## Aprendiendo del Entorno
La diferenciación a través del medio es importante, ya que crea las condiciones para que el aprendizaje se dé de forma óptima. Según Tomlinson (2003), "El Ambiente de aprendizaje apoyará o disuadirá al estudiante para la afirmación, la contribución, el poder, el propósito y el desafío del aprendizaje en el aula" (p. 37). El ambiente de aprendizaje incluye la disposición física del aula, la forma en que el profesor utiliza el espacio, los elementos y las sensaciones ambientales, incluyendo la iluminación, así como el ambiente general de la clase. el objetivo del profesor es crear un ambiente positivo, estructurado, y de apoyo para cada estudiante . El entorno físico debe ser un lugar que sea flexible con diversos tipos de muebles, y las áreas de trabajo individuales tranquilas, así como con áreas para el trabajo en grupo y la colaboración. Esto es compatible con una variedad de maneras de participar en el aprendizaje flexible y dinámico. Los maestros deben estar alerta a las maneras que el ambiente de la clase apoya la capacidad de los estudiantes para interactuar con los demás de forma individual, en grupos pequeños, o como clase entera. Deben emplear técnicas de gestión del aula para un ambiente de aprendizaje seguro y de apoyo. 
En un aula donde la teoría de la enseñanza se basa en la instrucción individualizada, los estudiantes deben sentirse acogidos y seguros. El maestro enseña para el éxito y la equidad es evidente. El profesor y los estudiantes colaboran para el crecimiento mutuo y el éxito. En un aula de instrucción diferenciada, hay una fuerte razón para diferenciar la instrucción basada en los resultados de evaluación, la preparación previa del estudiante, intereses y perfiles de aprendizaje. Todas las instrucciones son claramente definidas de manera que los estudiantes entiendan fácilmente. Los estudiantes son conscientes de las reglas de la clase, rutinas y procedimientos. Existe un procedimiento para todas las actividades realizadas en el aula. Estos procedimientos deben promover un ruido mínimo, reducir al mínimo el movimiento innecesario, fomentar el compromiso en la tarea, tener un plan para los que terminan temprano, y promover el trabajo independiente y la responsabilidad. 

## Ayudando a los padres a aprender sobre Instrucción Diferenciada.
De acuerdo con Carol Ann Tomlinson,  la mayoría de los padres están ansiosos por ver a sus hijos aprender, crecer, tener éxito y sentirse aceptados en la escuela. Compartir estos objetivos es importante. Un aula de instrucción individualizada puede "tener un aspecto diferente" de lo que los padres esperan. El maestro puede ayudar a desarrollar una comprensión clara y positiva de la instrucción diferenciada y cómo beneficia a sus hijos al facilitar que los padres sepan que:
- El objetivo de la enseñanza individualizada es asegurarse de que todo el mundo crece en todas las habilidades clave y áreas de conocimiento, fomentando que el estudiante salga de sus puntos de partida y de convertirse en aprendices más independientes.

- En un aula de aprendizaje individualizado,  el maestro evalúa y controla los niveles de conocimiento, habilidades, intereses para determinar maneras efectivas para todos los estudiantes para aprender; plan de lecciones del maestro se elabora con esas diversas habilidades, niveles, e intereses en mente.

- Las lecciones diferenciadas reflejan mejor comprensión por parte del maestro de lo que va a ayudar mejor a un niño a mejorar en la comprensión y habilidad en un momento dado. Ese entendimiento según evoluciona el curso continúa, ya que el niño se desarrolla, y como padres también contribuyen a la comprensión de los maestros.

- Cuando los padres llegan a la escuela y hablan de sus hijos, comparten sus puntos de vista con el maestro. El profesor considera al estudiante de manera más amplia, específicamente en relación con los estudiantes de la misma edad y a la luz de los puntos de referencia del desarrollo. El padre, por el contrario, tiene un sentido más profundo de los intereses y sentimientos del estudiante que cambian con el tiempo. La combinación de la óptica de la lente de gran angular del profesor con el cierre de la lente de los padres resulta una imagen más completa para todo el mundo.

## Crítica
La enseñanza individualizada y su base en los estilos de aprendizaje ha sido citada como sin fundamento empírico en múltiples fuentes en la investigación educativa. Estas fuentes incluyen Mike Schmoker de la Semana de la Educación, que establece en una entrevista con un arquitecto, en ella admitió "No hay investigación sólida ni evidencia escolar" en apoyo de ID en la investigación educativa,  John Geake: "la evidencia muestra consistentemente que la modificación de un método de enseñanza para atender a las diferencias en los estilos de aprendizaje no da lugar a ninguna mejora en los resultados del aprendizaje", y que la aplicación de los estilos de aprendizaje, citando a VAK  "no reflejan la forma en que nuestro cerebro realmente aprende, ni las diferencias individuales que se observan en las aulas ". en Ciencia psicológica para el interés público, Pashler et al. nota,  añade: "la literatura no puede proporcionar el apoyo adecuado para la aplicación de las evaluaciones de estilo de aprendizaje en el entorno escolar”. Por otra parte, varios estudios que utilizan diseños de investigación apropiados encontraron pruebas que contradecían la hipótesis de aprendizaje-estilos ... [W] y sienten que el uso generalizado de medidas de estilo de aprendizaje en los centros educativos es imprudente y un despilfarro de recursos limitados .

## Otra lecturas
- Allan, S. D., & Tomlinson, C. A. (2000). Leadership for differentiating schools and classrooms. Alexandria, VA: Association for Supervision and Curriculum Development.
- Anderson, K. M. (2007). «Tips for teaching: Differentiating instruction to include all students». Preventing School Failure 51 (3): 49-54. doi:10.3200/PSFL.51.3.49-54.
- Ellis, E.; Gable, R. A.; Gregg, M.; Rock, M. L. (2008). «REACH: A framework for differentiating classroom instruction». Preventing School Failure 52 (2): 31-47. doi:10.3200/PSFL.52.2.31-47.
- Fountain, Heather. Differentiated Instruction in Art. Worcester, MA: Davis Publications, Inc., 2013.
- Heacox, D. (2002). Differentiating Instruction in the Regular Classroom. Minneapolis, MN: Free Spirit Publishing Inc.
- Jackson, R. (2008) The Differentiation Workbook: A Step-by-step guide to planning lessons that ensure that your students meet or exceed the standards. Washington D. C.: Mindsteps
- Levy, H. M. (2008). «Meeting the needs of all students through differentiated instruction: Helping every child reach and exceed standards». The Clearing House 81 (4): 161-164. doi:10.3200/tchs.81.4.161-164.
- Nunley, K. (2004). Layered curriculum (2nd ed.). Amherst, NH: Brains.org
- Nunley, K. (2006). Differentiating the high school classroom: Solution strategies for 18 common obstacles. Thousand Oaks, CA: Corbin.
- Rebora, A. (2008). Making a difference. Teacher Magazine, 2(1), 26, 28-31.
- Tomlinson, C.A. (2001). How to Differentiate Instruction in Mixed-Ability Classrooms. Virginia: ASCD.
- Smets, W. and Struyven,K. (2018), Aligning with complexity: system-theoretical principles for research on differentiated instruction, Frontline Learning research, 6 (2), doi: 10.14786/flr.v6i2.340